# Seespitze (Hohe Tauern)
Die  Seespitze, ein Berg mit einer Höhe von 3021 m ü. A., liegt in den Hohen Tauern in Österreich und ist der südlichste Dreitausender des Panargenkammes der Venedigergruppe. Der Gipfel befindet sich rund 5,5 km Luftlinie nordwestlich von St. Jakob in Defereggen. Der markierte Normalanstieg ist bei schneefreien und trockenen Verhältnissen relativ einfach zu begehen. Bei klarem Wetter kann man vom Gipfel aus einen schönen Ausblick in die Venedigergruppe, in die Villgratner Berge und zum Hochgall genießen.

## Anstieg
Auf dem durchgehend markierten Normalanstieg von Trogach / Jagastüberl (ca. 1700 m ü. A., kleiner Parkplatz), zuerst durch Wald, dann über Almgelände zu der (derzeit nicht bewirtschafteten) Seespitzhütte (2327 m ü. A.) und weiter zum Oberseitsee (2576 m ü. A.). Den See westseitig umgehend, zunehmend steiler werdend, teilweise Blockhalden querend, erreicht man den Bergrücken, der zum Gipfel leitet. Auf dem Rücken (Trittsicherheit erforderlich) in nördlicher Richtung, einen mit einer Kette gesicherten Felsbereich passierend, anschließend steil durch eine Felsrinne aufwärts, gelangt man zum Gipfelaufbau und zum höchsten Punkt mit Kreuz (Gehzeit ab Trogach rund 4 bis 4½ Stunden; mit Abstieg etwa 7 Stunden).
Eine alternative Anstiegsmöglichkeit bietet sich über den Höhenpfad Blumenweg Oberseite, der ausgehend vom Trojertal, über Reggnalm und Seespitzhütte nach Erlsbach (ca. 1550 m ü. A.) führt.

## Gipfel in der Umgebung
- Alplesspitze (3149 m)
- Keesegg (3173 m)
- Kauschkahorn (2903 m)